# 野々宮ちさ
野々宮 ちさ（ののみや ちさ、11月26日 -）は、日本の小説家。京都市在住。有栖川有栖創作塾出身。

## 経歴・人物
2015年8月、『黄昏のまぼろし 華族探偵と書生助手』で講談社X文庫ホワイトハートよりデビュー。同作品は有栖川有栖の推薦を受ける。有栖川は「事件の謎が鮮やかに解かれた後、このピュアな探偵と助手はあなたの心にずっと留まるだろう」とのコメントを寄せた。
華族探偵と書生助手シリーズはシリーズ化され、2015年12月までに3作刊行、シリーズ4作目は2016年11月上旬に発売された。

## 作品リスト

### 華族探偵と書生助手シリーズ
- 黄昏のまぼろし 華族探偵と書生助手（2015年8月 講談社X文庫ホワイトハート）
- 帰らじの宴 華族探偵と書生助手（2015年10月 講談社X文庫ホワイトハート）
- 夜陰の花 華族探偵と書生助手（2015年12月 講談社X文庫ホワイトハート）
- 神戸パルティータ 華族探偵と書生助手（2016年11月 講談社X文庫ホワイトハート）

## 関連人物
- THORES柴本 - 華族探偵シリーズのイラストを担当
- 有栖川有栖 - デビュー作品を推薦